# 宁海街道 (玉溪市)
宁海街道，是中华人民共和国云南省玉溪市江川区下辖的一个街道。
2021年7月19日，玉溪市人民政府批准大街街道析置为星云街道、宁海街道，12月11日，宁海街道正式成立。

## 行政区划
宁海街道下辖以下地区：
宁海社区、大街社区、大庄社区、朱家庄社区、海浒社区、大营社区、伏家营社区、小白坡村、石岩哨村、螺蛳铺村和兰田村。